# Baviácora
Baviácora – niewielka miejscowość w północno-wschodniej części meksykańskiego stanu Sonora, siedziba władz gminy Baviácora. Miejscowość jest położona w głębokiej dolinie na wysokości 552 m n.p.m., około 250 km do granicy z amerykańskim stanem Arizona. Baviácora leży około 130 km na północny wschód od stolicy stanu Hermosillo, nad rzeką Sonora. W 2010 roku ludność miejscowości liczyła 1 890 mieszkańców. Miasteczko założył w 1639 roku hiszpański Jezuita, misjonarz Bartolomé Castaños S.J.